# Кінець світу (1916)
Кінець світу (дан.: Verdens undergang) — данський німий фільм 1916 року режисера Августа Блома, один із найперших фільмів-катастроф і науково-фантастичних фільмів в історії кіно.

## Сюжет
Фільм починається з того, що одного разу в маленьке шахтарське містечко приїжджає мандрівний священик. Там править і дає людям платню та хліб власник шахти Френк Столл. У його менеджера Веста є дві дочки, блондинка Едіт і брюнетка Діна. Остання заручена з шахтарем Флінтом, а Едіт з дитинства дружить з моряком Реймерсом. Діна, яка мріє про багате життя, дуже вражена залицяннями Столла. Він переконує її з ним таємно зустрічатися. Коли одного разу вони обидва хочуть покинути спустошене шахтарське містечко, Флінт, який таємно підкрадається до Діни і який намагається перешкодити Столлу «зґвалтувати» його наречену в останній момент, більше не може їх зупинити. Пара втекла в колясці, залишивши сердитого Флінта.
Через роки завдяки спекуляціям на фондовій біржі Столл досяг значного процвітання. Його шлюб з Едіт щасливий. Водночас астроном проф. Вайзманн, двоюрідний брат Стола, за допомогою свого телескопа відкриває нову комету. За його підрахунками, це небесне тіло може увійти в земну атмосферу і таким чином створити загрозу існуванню блакитної планети. Вайзманн вирішує поділитися цими відкриттями з президентом Астрономічного товариства. Незабаром заголовки, що провокують кінець світу, викликають велике хвилювання. Курси акцій різко падають. Але Столл відчуває великий прибуток і купує всі акції, які тільки може купити. Потім він оголошує, що через термінові справи знову поїде до шахтарського містечка, старого дому його дружини. Він хоче, щоб його супроводжувала дружина Діна. Вона не дуже рада знову побачити стару батьківщину, але обіцяє чоловікові, що приїде з нею.
Звістка про небезпеку з космосу також дійшла до маленького містечка, але хвилювання спочатку обмежене. Тим часом Столл розташувався перед кімнатою засідань Астрономічного товариства, щоб перехопити свого двоюрідного брата. Він повинен тримати його в курсі останніх знахідок, щоб він міг відповідним чином налаштувати свій бізнес. Коли його двоюрідний брат повідомляє йому, що комета справді увійде в земну атмосферу, він переконує свого друга, головного редактора великої щоденної газети, опублікувати прямо протилежне. Адже ніщо не повинно загрожувати його бізнесу. Люди заспокоєні, а ціни на акції знову підскочать. Столл може дешево перепродати всі куплені ним акції за пристойний прибуток. Потім Френк і Діна Столл нарешті повертаються до шахтарського міста, а друг дитинства Едіт Реймерс знову сідає на корабель.
У шахтарському містечку Флінт, колишній наречений Діни, закликає до повстання проти Столла, який, на його думку, викрав його дівчину. Люди Флінта вже стукають по під'їжджаючій машині Столла, і батько Діни вибігає, щоб проклясти власну дочку. Від хвилювання у нього паморочиться голова. Потім Столл досліджує власну систему тунелів, щоб знайти безпечне місце для себе та своєї дружини в разі зіткнення з кометою. З іншого боку, він висміює істерику, вказуючи, що у передбачуваний день суду, 20 квітня, планує велику вечірку. Поки партія Столла збільшується, перші сяючі камені падають на землю. На планету падає блискавка і попелястий пил. Потім Флінт і його сусіди по кімнаті планують повернути те, що, на їхню думку, було вкрадено у багатіїв. Озброєні шахтарськими сокирами та рушницями, вони штурмують віллу Столла. Ситуація загрожує вийти з-під контролю.
Вечірка переривається в розпал танцювальної вистави, коли обурені шахтарі прикладами рушниць розбивають двері в банкетний зал. Потім починається дика перестрілка. Столл і його дружина, яку поранили, через таємний хід тікають у стовбур шахти. Їх переслідує Флінт. Тим часом будинки шахтарів, а також обсерваторія Вайзмана гаснуть у полум'ї та дощі каміння. Всюди дим і вогонь, суцільна паніка. Діна помирає в стовбурі шахти на руках Столла. Флінт також помирає болісною смертю від газу, що тече в шахту. Тоді Столл теж гине. Рівень моря піднімається, величезні хвилі розбиваються по океану. Реймерс і його люди зазнають корабельної аварії; але він може врятуватися в шлюпці. Повені також затоплюють прибережне шахтарське містечко та підтоплюють будинки. Едіт може врятуватися на даху свого будинку, звідки мандрівний проповідник підбирає її на своєму гребному човні. Обидва знаходять притулок у печері. Потім Едіт вирушає на пошуки тих, хто вижив. Вона знаходить трохи пошкоджену прибережну церкву і дзвонить у неї. Застряглий Реймерс чує їх і підходить до них. Обидва падають один одному в обійми, а потім падають на коліна в молитві, їхні очі спрямовані в небо.

## Виробництво
Фільм був знятий у 1915 році та вийшов на екрани 28 листопада. Вперше виконано в Копенгагені в березні 1916 року. Німецька прем'єра фільму ймовірно відбулася під час або одразу після Першої світової війни.
Фільм був знятий під враженням від двох світових подій, одна відбулася всього кілька років тому — комета Галлея, яка пройшла в межах видимості Землі в 1910 році, — і ще одна поточна: Перша світова війна, лють і руйнування якої залишили сильне враження навіть у Данії, яка зберігала нейтралітет.
Для головного актора Олафа Фьоенсса це був останній фільм у Nordisk Film, який він покинув у жовтні 1915 року. Фенсс разом з іншими акторами, включаючи Вальдемара Псіландера, спровокував справжній бунт проти виконавчого директора Оле Ольсена, Альфреда Штаера. Кілька місяців потому він отримав пропозицію з Німеччини і знову знявся там у основоположному науково-фантастичному фільмі «Гомункулус».
Аксель Бруун розробив плівкові структури.
У 2005 році фільм довжиною 1650 метрів був відреставрований Данським кіноінститутом та випущений наступного року зі швидкістю 17 кадрів на секунду та тривалістю 77 хвилин на DVD разом із фільмом Небесний корабель з данськими та англійськими субтитрами.

## Критика
«Schwarzer Traum und weiße Sklavin» коротко назвали фільм «візіонерським».

## Веб-посилання
- Verdens undergang auf danskefilm.dk
- Verdens undergang bei Det Danske Filminstitut
- Verdens undergang (Film)